# جون باسكين
جون باسكين (بالإنجليزية: John Baskin)‏ هو كاتب أمريكي، ولد في 22 مايو 1941 في غرينفيل في الولايات المتحدة.